# Владимир Маренић
Владимир Маренић (Чаглин, 13. септембар 1921 — Београд, 20. фебруар 2010) био је југословенски и српски професор, сликар и сценограф Народног позоришта у Београду. За свој уметнички рад вишеструко је награђиван.

## Биографија и каријера
Рођен је 1921. године у Чаглину код Славонске Пожеге, а Школу за примењене уметности у Београду где му је сценографију предавао Миленко Шербан, завршио је 1941. године.
По завршетку школе се уписао на Академију ликовних уметности у Београду у класи Мила Милуновића, али ју је због Другог светског рата напустио 1942. и запослио се у Народно позоришту у Београду као сликар-извођач. После рата, 1946. године  је постао стални сценограф у Народном позоришту. У Српско народно позориште у Новом Саду прешао је у јануару 1950. и у њему остао до краја 1954. године, када се вратио у Народно позориште у Београду, у којем је радио до пензионисања, 1. децембра 1985. године.
Од 1954. до средине 1957. у Српском народном позорушту је радио као хонорарни сценограф, а касније повремено. Као гостујући сценограф радио је у скоро свим југословенским театрима. У Српском народном позоришту је остварио преко шездесет сценографија најширег спектра домаће и светске литературе.
Поред рада у позоришту, једно време се бавио и педагошким радом. За време боравка у Новом Саду предавао је сценографију и позоришно сликарство у Школи за примењену уметност и извео је три генерације ученика. Своје  искуство преносио је и на студенте режије и глуме на Академији уметности Универзитета у Новом Саду, где је од 1979. до 1985, предавао сценографију као професор по позиву.
Паралелно са радом у позориштима бавио се и сликарством. „У његовом сликарству одразили су се утицаји европског импресионизма и експресионизма, на почетку, и сви други облици модерне уметности у току његовог развоја, као што су енформел или апстрактни експресионизам, сликарство новог симбола и многи нови облици фигурације и реализма, укључујући и поп-арт”. Прву изложбу слика имао је у Сарајеву 1946. године, а од тада је приредио више самосталних изложаба и излагао у СФРЈ и иностранству на многим групним изложбама.
На Прашком квадријеналу 1979. и 1983. био је генерални секретар Југословенске секције за сценографију и костимографију. Својим прилозима у часопису „Сцена” дао је значајан допринос теорији савремене сценографије у Србији и СФРЈ. Душан Миловановић је урадио његов портрет (уље на платну) 1979.
Постављао је сценографије за позоришне представе и филмове као што су : Коштана, Кир Јања, Зла жена, Ивкова слава, Без трећег, Манде, Ка новим обалама, Небески одред, Халелуја, Викторија, Мандрагола, Живи леш, Дон Жуан, Филип и Јона, Сан летње ноћи, Пајаци, Трубадур, Бал под маскама, Аида, Мадам Батерфлај, Слепи миш, Орфеј, Кармен, Кавалерија рустикана, Лучија ди Ламермур, Дон Пасквале, Фауст, Евегеније Оњегин, Продана невеста, Андре Шеније, Морана, Шехерезада, Ноћ на голом брду, Бахчисарајска фонтана, Ромео и Јулија, Рајмонда, Концерт за клавир и оркестар у а-молу, Каваљер с ружом, Франческа да Римини, Лабудово језеро, Копелија, Охридска легенда, Добра коб, ТВ Театар, Љубав на старински начин и друге.
Његова супруга била је Славија Ивковић Маренић, лекарка.
Маренић је преминуо 20. фебруара 2010. године у Београду, а сахрањен је у Алеји заслужних грађана на Новом гробљу.

## Награде и признања
- Стеријина награда за костимографију за представу Небески одред, 1957.
- Златна плакета на IV међународном тријаналу сценографије за сценографско решење Магбета, 1957.
- Стеријина награда за сценографију за представу Женидба и удадба, 1976.
- Награда на Октобарском салону Београда за представу Мајстор Хануш, 1966,
- Награда на мајском салону за Посмртно звоно, 1981.
- Награда на Сусрету „Јоаким Вујић” за Дервиш и смрт, 1981.
- Октобарска награда града Београда, 1982.
- Златна плакета Народно позоришта у Беогаду за животно дело 1985.[1]